# Генрі Єн К'юсик
Генрі Єн К'юсик-Чавес (англ. Henry Ian Cusick-Chávez; нар. 17 квітня 1967, Трухільйо, Перу) — шотландсько-перуанський актор театру, телебачення та кіно. Відомий своєю роллю  Дезмонда Х'юма в серіалі «Загублені» за яку він був номінований на премію «Еммі», та Маркуса Кейна в серіалі «Сотня»

## Біографія
К'юсик народився 17 квітня 1967 року в Трухільйо. Мати була перуанка, батько — шотландець. Коли Єну виповнилось два роки сім'я переїжджає до Мадриду, потім в Глазго (Шотландія), пізніше десять років прожили в Тринідад і Тобаго.
В Шотландію Генрі повертається у п'ятнадцятирічному віці. К'юсик провів шість місяців у Королівській шотландської академії музики і драми в Глазго і приєднався до трупи театру Citizens. Він вільно володіє англійською та іспанською мовою, вихований в дусі римо-католицької церкви.
Кар'єра К'юсика почалася з театру. Генрі досить швидко отримав головні ролі — Доріана Грея в п'єсі «Портрет Доріана Грея», Гамлета у виставі «Маровіцький Гамлет» і Горнера в «Сільської дружині». Його виконання ролі Торквато Тассо на Единбурзькому Міжнародному Фестивалі імені Торквато Тассо і Креона в постановці Громадського Театру «Едіпа» дали йому номінацію, а пізніше — і власне «Премію Йена Чарльзона за видатне виконання молодим актором класичної театральної ролі» в 1995 році.
Після цього Генрі К'юсик починає активно зніматися в кіно та телепроєктах. У 2003 році він отримав роль Ісуса Христа у фільмі «Євангеліє від Івана» — фактично дослівній екранізації Євангелія від Івана.
У 2005 році він виконав свою найвідомішу роль в кар'єрі кіноактора — роль Дезмонда Х'юма в телесеріалі «Загублені». Ця роль принесла йому номінацію на премію «Еммі» в категорії «Найкращий запрошений актор драматичного серіалу».

## Особисте життя
В Генрі та його дружини Анни троє дітей — Елайя, Лука та Ісая. 15 липня 2006 пара одружилася в громадянський церемонії після чотирнадцяти років спільного життя. К'юсик із сім'єю живе на острові Оаху, Гаваї.

## Список робіт

### Фільми
| Рік  | Назва                            | Назва англійською              | Роль          | Примітки             |
| ---- | -------------------------------- | ------------------------------ | ------------- | -------------------- |
| 2002 | Одержимість                      | Possession                     | Тобі Бинг     |                      |
| 2003 | Євангеліє від Івана              | The Gospel of John             | Ісус          |                      |
| 2003 | Карла                            | Carla                          | Мет           | Телевізійний фільм   |
| 2004 | Ідеальна пара                    | Perfect Romance                | Пітер Кембел  | Телевізійний фільм   |
| 2006 | Напівсвітло                      | Half Light                     | Брайан        |                      |
| 2006 | Дев'ять десятих                  | 9/Tenths                       | Вільям        |                      |
| 2006 | Після дощу                       | After the Rain                 | Адріан        | короткометражне кіно |
| 2007 | Хітмен                           | Hitman                         | Борис Бєліков |                      |
| 2009 | Мертві, як я: Життя після смерті | Dead Like Me: Life After Death | Кемерон Кейн  |                      |
| 2017 | Згадати заново                   | Rememory                       | Роберт Лоутон |                      |

### Телесеріали
| Рік          | Назва                                           | Назва англійською                        | Роль                | Примітки                                                            |
| ------------ | ----------------------------------------------- | ---------------------------------------- | ------------------- | ------------------------------------------------------------------- |
| 1993         | Тагерт                                          | Taggart                                  | Йен Горі            | серія «Fatal Inheritance»                                           |
| 1997         | Річард ІІ                                       | Richard II                               | Генрі Грін          | Телевізійна адаптація п'єси Шекспіра                                |
| 2001         | Кімнати смерті: Темне походження Шерлока Холмса | Murder Rooms: The White Knight Stratagem | Сержант Майкл Кларк |                                                                     |
| 2001-02      | Катастрофа                                      | Casualty                                 | Джейсон             |                                                                     |
| 2002         | Мисливці за динозаврами                         | The Dinosaur Hunters                     | Гідеон Мантел       |                                                                     |
| 2002-03      | Дві тисячі акрів неба                           | Two Thousand Acres of Sky                | Доктор Еван Телбот  | 3 серії                                                             |
| 2003         | Щастя                                           | Happiness                                | Філіп               | серія «A Nice Person»                                               |
| 2003         | Корпорація пригод                               | Adventure Inc.                           | Ґевін Меріл         | серія «Echoes of the Past»                                          |
| 2003         | Книжковий клуб                                  | The Book Group                           | Майлс Лонгмур       | 2 сезон                                                             |
| 2004         | Суто англійські вбивства                        | Midsomer Murders                         | Ґарет Гелдмен       | серія «Король — рибалка»                                            |
| 2005         | Воскрешаючи мертвих                             | Waking the Dead                          | Джеремі Аллен       | серія «Towers of Silence: Part 1»                                   |
| 2005-2010    | Загублені                                       | Lost                                     | Дезмонд Х'юм        | 44 серії                                                            |
| 2006         | 24                                              | 24                                       | Тео Столер          | серія «Day 5: 7:00 p.m.-8:00 p.m.» and «Day 5: 8:00 p.m.-9:00 p.m.» |
| 2009         | Nova                                            | Nova                                     | Чарлз Дарвін        | серія: «Darwin's Darkest Hour»                                      |
| 2010         | Закон і порядок. Спеціальний корпус             | Law & Order: Special Victims Unit        | Ерік Вебер          | серія: «Locum» and «Bullseye»                                       |
| 2012-present | Скандал                                         | Scandal                                  | Стефан Фінч         |                                                                     |
| 2012         | Межа                                            | Fringe                                   | агент Саймон Фостер | сезон 4 серія 19                                                    |
| 2014-2019    | Сотня                                           | The 100 (The Hundred)                    | Маркус Кейн         |                                                                     |